# Kamjanka-buzkai járás

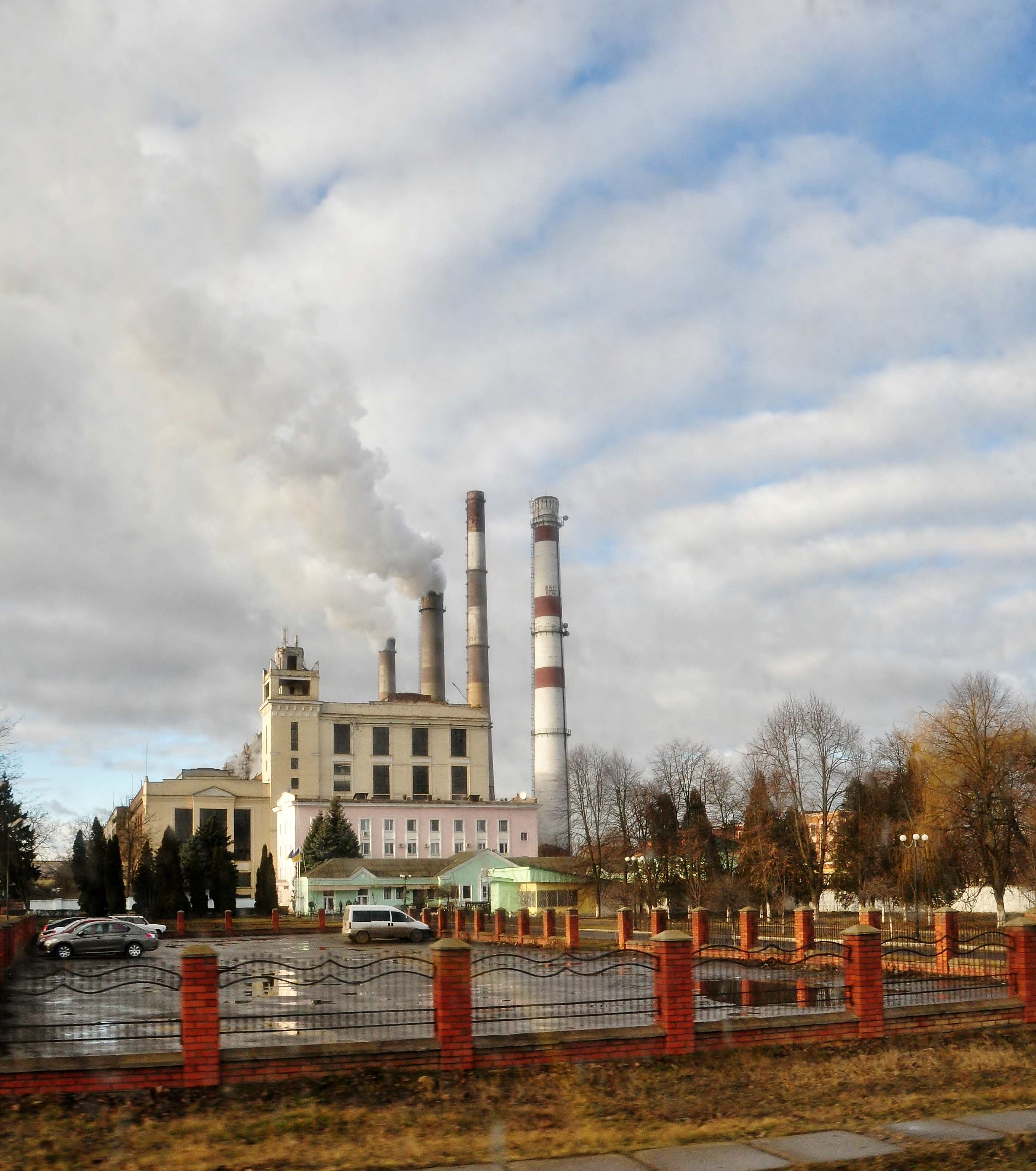
A dobrotviri hőerőmű

A Kamjanka-buzkai járás (ukránul: Кам'янка-Бузький район) közigazgatási egység Ukrajna Lvivi területén. Székhelye Kamjanka-Buzka város. Lakossága 2016-os becslés alapján 57 165 fő volt.

## Története
A járást Lengyelország megszállása, a terület Szovjetunióhoz csatolása után, 1940. január 17-én hozták létre az Ukrán SZSZK keretei között. Az 1959-es szovjet közigazgatási reform során a megszüntetett Kulikivi és Novi Jaricsiv-i járás egy részét a Kamjanka-buzkai járáshoz csatolták, amely 1991-től változatlan formában Ukrajna része. 

## Fekvése
A 867 km² területű járás a Lvivi terület északi részén terül el. Északról a Radecsivi járás, keletről a Buszki járás, délről a Pusztomiti járás, nyugatról a Zsovkvai járás, északnyugatról a Szokali járás határolja.

## Népesség
A járás népessége a 2001-es népszámlálás idején 61 864 fő volt. A népesség csökkenő tendenciát mutat, 2016- február 1-jei becslés alapján 57 160 fő élt a járásban. A lakosság többsége falvakban, kisebb része városban, illetve városi jellegű településeken él. A 2001-es népszámlálás szerint a lakosság 98,47%-a ukrán nemzetiségű.

## Gazdaság
A járás gazdaságában a mezőgazdaság és a hozzá kapcsolódó élelmiszeripar dominál. A mezőgazdasági termelést a gabonatermesztés (búza, árpa), cukorrépa-, valamint a lentermesztés határozza meg, emellett jelentős az állattenyésztés, illetve az ehhez kapcsolódó tejtermelés. Az élelmiszerfeldolgozás mellett a fakitermelés és a fafeldolgozás is jelentős, továbbá a könnyűipar és az energetika is jelen van a járás gazdaságában. Legjelentősebb energetikai vállalat a dobrotviri hőerőmű.

## Települések és közigazgatás
A járás területén egy város, három városi jellegű település és 79 falu található. Az egy város és a három városi jellegű település önálló önkormányzattal rendelkezik, míg a falvakat 20 községi tanácsba szervezték.